# Błażej Parda
Błażej Łukasz Parda (ur. 26 grudnia 1986 w Pile) – polski polityk, lektor i samorządowiec, poseł na Sejm VIII kadencji.

## Życiorys
Uzyskał licencjat na kierunku informatyka w ekonomii w Państwowej Wyższej Szkole Zawodowej w Pile. Studia magisterskie ukończył w Szkole Głównej Handlowej w Warszawie. Zawodowo podjął pracę jako lektor, zajmując się nagrywaniem m.in. reklam radiowych i telewizyjnych, a także jednego z programów dla TV4. Prowadził własną działalność gospodarczą jako właściciel studia nagrań.
W 2014 bez powodzenia ubiegał się o prezydenturę Piły jako kandydat niezależny, został natomiast wybrany na radnego tego miasta. W wyborach parlamentarnych w 2015 kandydował do Sejmu w okręgu pilskim z pierwszego miejsca na liście komitetu wyborczego wyborców Kukiz’15, zorganizowanego przez Pawła Kukiza. Uzyskał mandat posła VIII kadencji, otrzymując 10 408 głosów.
W 2018 ponownie ubiegał się o stanowisko prezydenta Piły, zdobywając 8,3% poparcia i zajmując trzecie miejsce wśród czterech kandydatów. W listopadzie 2018 zastąpił Marka Jakubiaka w składzie komisji śledczej ds. wyłudzeń VAT. Bez powodzenia kandydował w wyborach do Parlamentu Europejskiego w 2019. W wyborach krajowych w tym samym roku wystartował do Sejmu w dotychczasowym okręgu z listy Polskiego Stronnictwa Ludowego, nie uzyskując poselskiej reelekcji.